# France Gorše
France Gorše, slovenski kipar, * 26. september 1897, Zamostec, † 2. avgust 1986, Golnik.

## Življenje
Rodil se je v družini knjigoveza Martina in gospodinje Marjete Gorše rojene Brinšek kot 7. od 12-tih otrok. Obiskoval je ljudsko šolo v Sodražici (1908-1912) in Umetno-obrtno šolo  v Ljubljani pri Alojziju Repiču (1912-1914). Med 1. svetovno vojno je bil avstrijski vojak na italijanski fronti, nazadnje v okolici kraja Pordenone (pokrajina Pordenone). Leta 1920 se je vpisal na Likovno akademijo v Zagrebu. Študiral je pri profesorjih Rudolfu Valdecu, Robertu Frangeš-Mihanoviću in Ivanu Meštroviću, pri katerem je 1925 z odliko diplomiral. Po diplomi je veliko potoval (Benetke, Padova, Milano, Firence, Rim in Praga) in se še istega leta preselil k bratu Martinu kaplanu v Dolnjih Vremah. V letih 1926−1928 je živel v Trstu, nato pa se je preselil v Gorico kjer si je uredil atelje, nato pa 1931 v Ljubljano, kjer je ostal do 1945. Leta 1934 je bil izvoljen za tajnika Društva slovenskih likovnih umetnikov. Leta 1936 je bil ob uredniku Malešu med ustanovitelji revije Umetnost. Med 2. svetovno vojno je v Ljubljani odprl privatno umetnostno šolo. Med njegovimi učenci so bili med drugimi tudi: Aleksa Ivanc Olivieri, Drago Tršar, Marijan Tršar, Bogdan Borčič in Milan Bizovičar. Leta 1945 se je preselil nazaj v Trst, kjer je poučeval na slovenski gimnaziji. Leta 1952 se je preselil v Združene države Amerike in sicer sprva v Cleveland, nato pa v New York. V ZDA je preživel skoraj dve desetletji, nato pa se je leta 1971 vrnil nazaj v Slovenijo. Zaradi odpora tedanjega režima, ki je preprečil tudi že pripravljeno monografsko razstavo v Kostanjevici, pa ni želel veliko delovati v Ljubljani, zato se je kot upokojenec 25. maja 1973 naselil v Svečah v Rožu na Koroškem. Leta 1974 je v novem bivališču odprl atelje, naslednje leto pa stalno zbirko svojih del.
V oporoki je Slovenskemu prosvetnemu društvu Kočna v Svečah zapustil celotno svojo galerijo s kulturnim parkom, v katerem stojijo portretne glave pomembnih slovensko-koroških kulturnih in političnih osebnosti, ki jih je izdelal. Več njegovih kipov je v stalni zbirki Galerije Božidarja Jakca v Kostanjevici; to je najboljša predstavitev Goršetove ustvarjalnosti.

## Zanimivosti
Leta 1997 je Pošta Slovenije izdala poštno znamko (za 80 SIT) z motivom njegovega kipa Kmetica.

## Dela
- kip na fasadi Vili Lovšin (1932)
- Deček z gosko, vodnjak v Tivoliju
- Eva, Kostanjevica na Krki
- Pia in Pino Mlakar, Kostanjevica na Krki
- stopniška lesena skulptura Marije z Jezusom v Vili Stanovnik (193?)[6]
- Kopalka (1942), Kopališče Ilirija; ukradena
- Sramežljivi amor
- Kmetica
- kip slavista Ivana Prijatelja pred Narodno in univerzitetno knjižnico (1942)[7]
- Križev pot, stolnica sv. Nikolaja v Ljubljani
- kip škofa Friderika Barage pred župnijsko cerkvijo v Trebnjem (1978)